# Web beacon
web beacon (também chamado de web bug, tracking bug, tag, web tag, page tag, tracking pixel, pixel tag, 1x1 GIF ou clear GIF) é uma técnica usada em páginas da web e e-mail para permitir discretamente (geralmente de forma invisível) verificar se um usuário acessou algum conteúdo. Web beacons são normalmente usados por terceiros para monitorar a atividade dos usuários em um site para fins de análise da web ou marcação de páginas. Eles também podem ser usados para rastreamento de e-mail. Quando implementados usando JavaScript, eles podem ser chamados de tags JavaScript.
Usando esses beacons, as empresas e organizações podem rastrear o comportamento online dos usuários da web. No início, as empresas que faziam esse rastreamento eram principalmente anunciantes ou empresas de análise da web. Posteriormente, sites de mídia social também começaram a usar essas técnicas de rastreamento, por exemplo, por meio do uso de botões que atuam como sinalizadores de rastreamento.
Há um trabalho em andamento para padronizar uma interface que os desenvolvedores da web possam usar para criar beacons da web.